# Geminibasidiomycetes
Geminibasidiomycetes é uma classe monotípica de fungos basidiomicetos que inclui apenas a ordem, Geminibasidiales, também monotípica, tendo como única família, Geminibasidiaceae, a qual agrupa dois géneros. É uma classe recentemente descoberta e que está intimamente relacionada com os fungos produtores de cogumelos e com os fungos gelatinosos (Dacrymycetes).

## Descrição
Os membros desta classe são mofos xerófilos, como sua classe irmã, Wallemiomycetes, que podem viver em ambientes sem água.
Estes os fungos produzem basídios anamórficos e não basidiomas em cultura. Os basídios são conspicuamente granulares e decíduos, com uma única projeção lateral basal, e os basidiósporos são aparentemente de parede dupla. As espécies têm septos doliporos com extensões tubulares adseptais surgindo das lâminas do retículo endoplasmático que formam a tampa do poro septal. A tampa do poro septal às vezes está ausente. O poro septal tem uma oclusão de poro septal não membranoso eletrodenso e estrias que são orientadas verticalmente.
O género Basidioascus foi originalmente descrito como um ascomiceto, mas estruturas originalmente interpretadas como simples ascósporos parecem representar basidiósporos. Por outro lado, análises moleculares confirmaram que estes fungos são basidiomicetos.

## Géneros e espécies
Inclui os siguintes géneros e espécies:
- Basidioascus
  - Basidioascus magus
  - Basidioascus undulatus
  - Basidioascus persicus
- Geminibasidium
  - Geminibasidium donianum
  - Geminibasidium hirsutum